# Jude Hill
Jude Hill, född 1 augusti 2010 i Gilford, är en brittisk skådespelare.
Hill har bland annat medverkat i filmerna Mandrake och Mord i Venedig. Han har även medverkat i TV-serien Dödligt kapitel.

## Filmografi (i urval)
- 2021 – Belfast
- 2022 – Mandrake
- 2022 – Dödligt kapitel (TV-serie)
- 2023 – Mord i Venedig
- 2025 – Holland